# Erebia pronoe
Erebia pronoe är en fjärilsart som beskrevs av Kirby 1871. Erebia pronoe ingår i släktet Erebia och familjen praktfjärilar. Inga underarter finns listade i Catalogue of Life.

## Bildgalleri

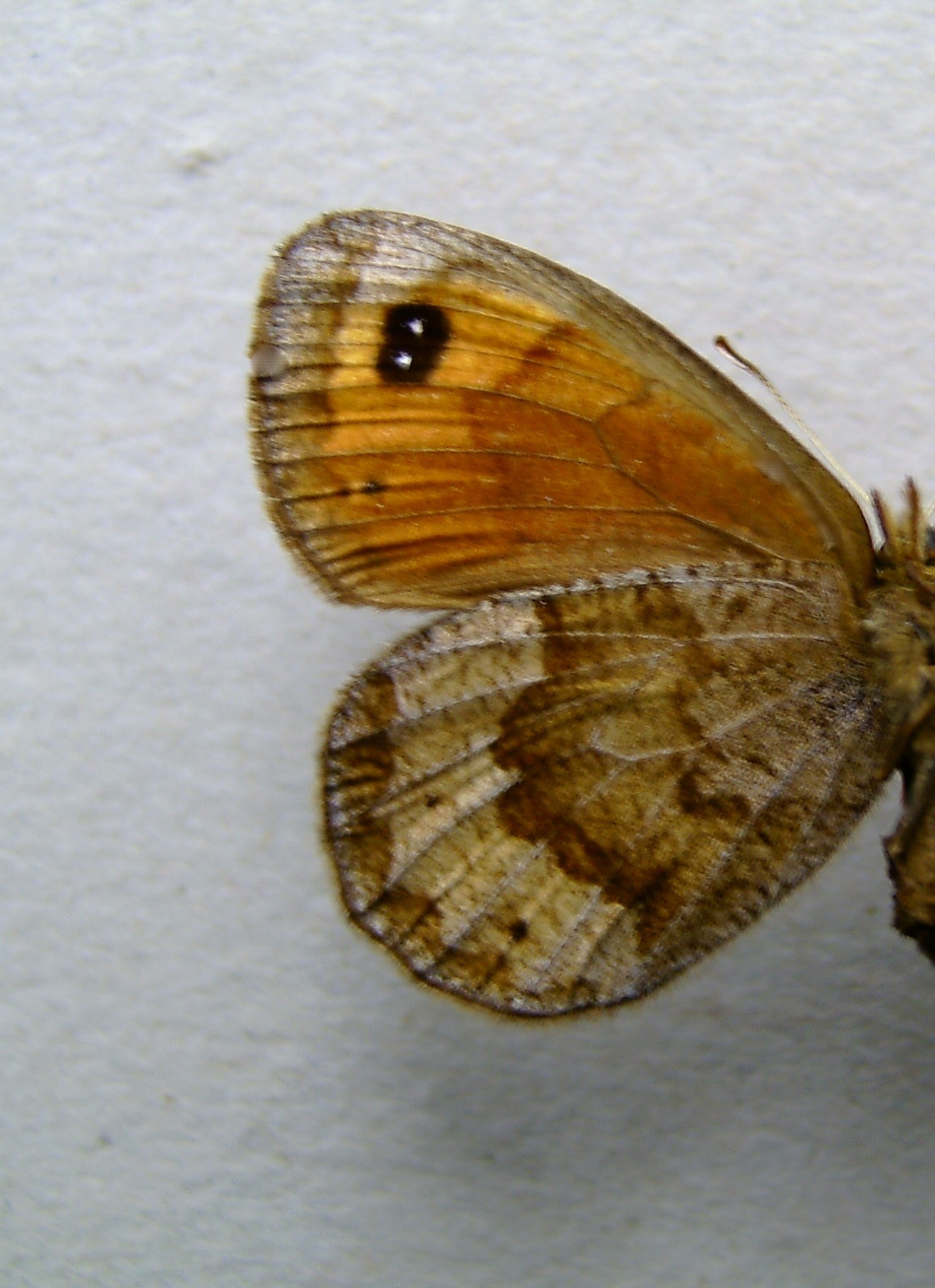
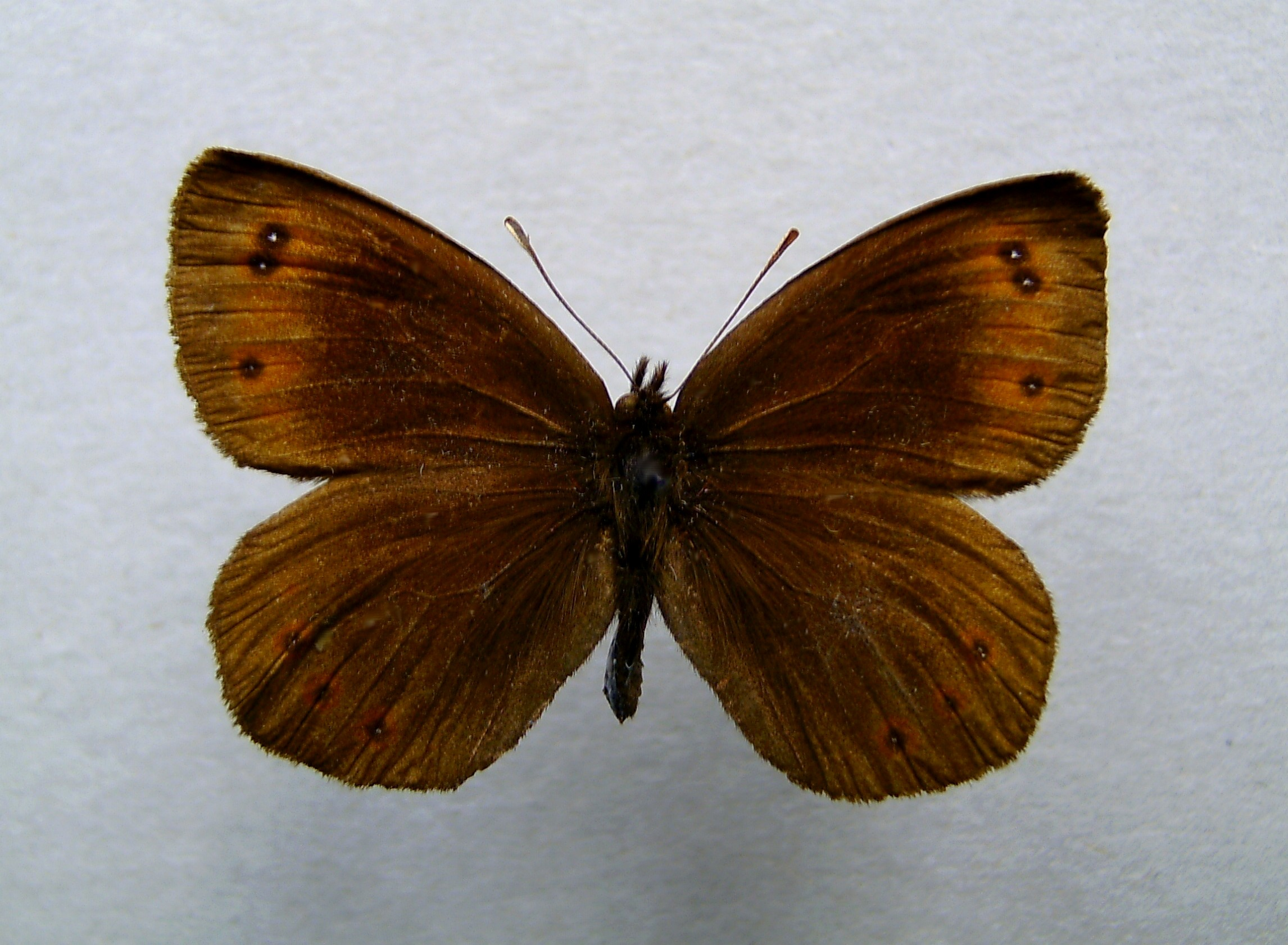
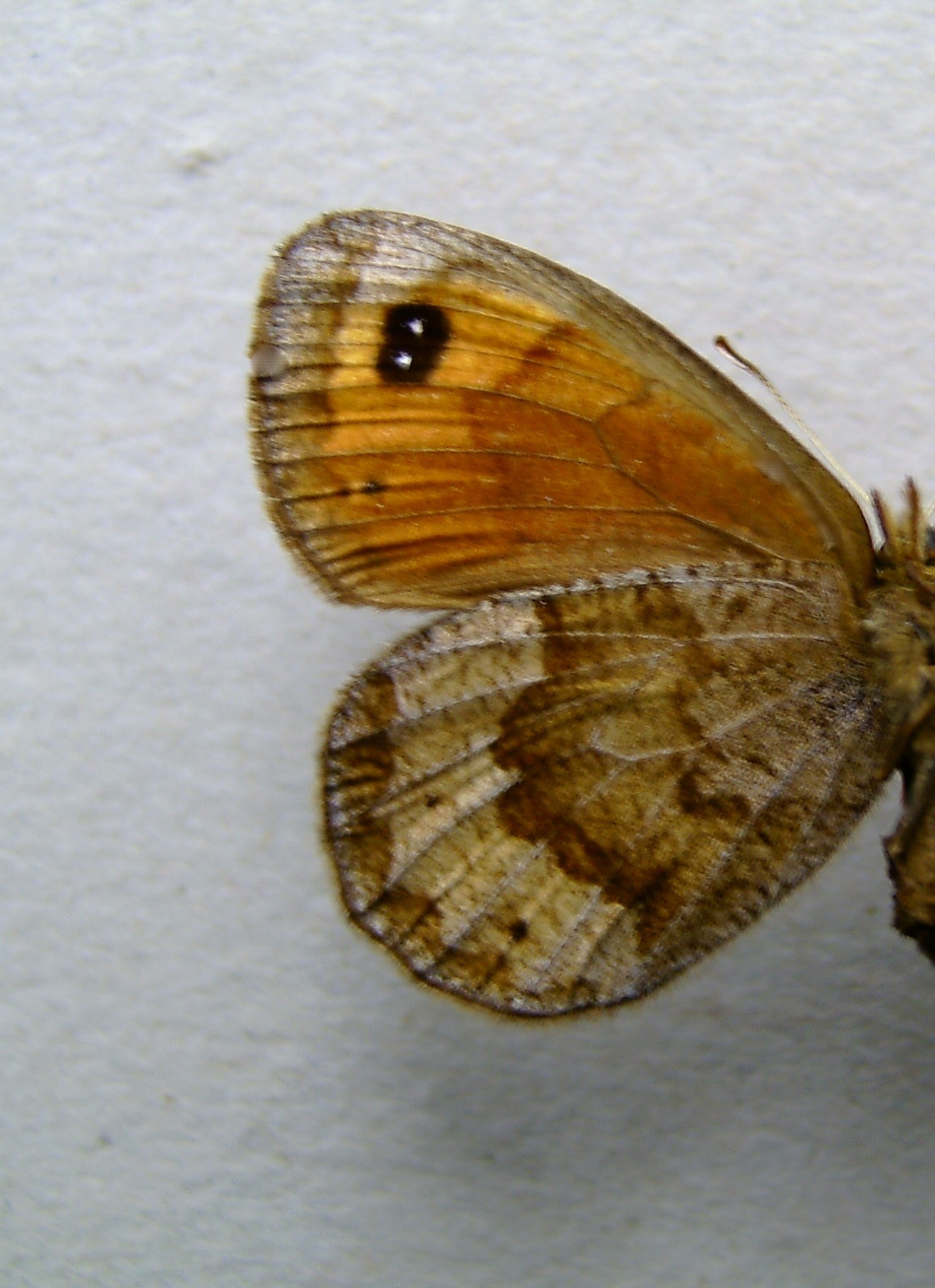